# Rezerwat przyrody Dolina Kłodawy
Rezerwat przyrody Dolina Kłodawy – leśny rezerwat przyrody położony na terenie gminy Trąbki Wielkie w województwie pomorskim. Został utworzony w 1999 roku. Zajmuje powierzchnię 10,36 ha, jego otulina zaś liczy 14,85 ha. Obszar chroniony to długi na 1,6 km odcinek przełomu Kłodawy przez wzgórza morenowe wraz z łęgiem jesionowo-olszowym porastającym dno doliny oraz fragmentami lasu grądowego porastającym jej zbocza.
Ochronie podlega głównie rzadka roślinność leśna. Na terenie rezerwatu stwierdzono występowanie 216 gatunków roślin naczyniowych, w tym gatunków objętych ochroną ścisłą (kruszczyk szerokolistny, tojad dzióbaty i wawrzynek wilczełyko). Do występujących tu gatunków górskich i podgórskich należą: tojad dzióbaty, żebrowiec górski, przetacznik górski, świerząbek orzęsiony. Inne rzadkie w regionie gatunki to: dzwonek pokrzywolistny, łuskiewnik różowy, perłówka jednokwiatowa, kokorycz pusta.
Rezerwat znajduje się na terenie Nadleśnictwa Kolbudy. Nadzór sprawuje Regionalny Konserwator Przyrody w Gdańsku. Na mocy obowiązującego planu ochrony ustanowionego w 2012 roku, obszar rezerwatu objęty jest ochroną czynną.
W identycznych granicach co rezerwat utworzono obszar siedliskowy sieci Natura 2000 „Dolina Kłodawy” PLH220007.
Najbliższe miejscowości to Kleszczewo i Trąbki Wielkie.